# Lijst van gemeentelijke monumenten in Stede Broec
Deze lijst geeft een overzicht van de gemeentelijke monumenten in de gemeente Stede Broec. 
| Object                                                              | Bouwjaar                                                 | Architect                     | Locatie                    | Plaats       | Coördinaten                   | Nr.      | Afbeelding                                     |
| ------------------------------------------------------------------- | -------------------------------------------------------- | ----------------------------- | -------------------------- | ------------ | ----------------------------- | -------- | ---------------------------------------------- |
| Begraafplaats met bergplaats voor gereedschap                       | 1882                                                     | K. Swagerman Pz.              | Broekerhavenweg 74         | Bovenkarspel | 52° 41' 47" NB, 5° 15' 5" OL  | 0532/G01 | Begraafplaats met bergplaats voor gereedschap  |
| Woonhuis                                                            | vermoedelijk 1904                                        |                               | Hoofdstraat 128            | Bovenkarspel | 52° 41' 53" NB, 5° 14' 34" OL | 0532/G06 | Woonhuis                                       |
| Woon/winkelpand                                                     | 1922                                                     | S.B. van Sante                | Hoofdstraat 199            | Bovenkarspel | 52° 41' 55" NB, 5° 14' 55" OL | 0532/G12 | Woon/winkelpand                                |
| Woon- en atelierruimte                                              | 1913; uitbreiding 1922                                   | S.B. van Sante                | Hoofdstraat 201            | Bovenkarspel | 52° 41' 56" NB, 5° 14' 56" OL | 0532/G13 | Woon- en atelierruimte                         |
| Kantoor en woning                                                   | 1898                                                     | K. Swagerman Pz.              | Hoofdstraat 215            | Bovenkarspel | 52° 41' 56" NB, 5° 15' 2" OL  | 0532/G02 | Kantoor en woning                              |
| Woonhuis                                                            | 1914 (verbouwd in 1958)                                  | Jb. en A. Zwaan               | Broekerhavenweg achter 201 | Bovenkarspel | 52° 41' 30" NB, 5° 15' 12" OL | 0532/G29 | Woonhuis                                       |
| Voormalig postkantoor met woning                                    | 1921                                                     | J. Crouwel                    | Hoofdstraat 17; 19         | Bovenkarspel | 52° 41' 52" NB, 5° 14' 9" OL  | 0532/G05 | Voormalig postkantoor met woning               |
| Woonhuis                                                            | circa 1910                                               |                               | Broekerhavenweg 138        | Bovenkarspel | 52° 41' 37" NB, 5° 15' 9" OL  | 0532/G15 | Woonhuis                                       |
| Hotel-restaurant                                                    | 2de helft 16de eeuw ± 20ste eeuw met diverse wijzigingen |                               | Hoofdstraat 235            | Bovenkarspel | 52° 41' 57" NB, 5° 15' 8" OL  | 0532/G16 | Hotel-restaurant                               |
| Stolpboerderij                                                      | circa 1910. Voorgevel 1981                               |                               | Hoofdstraat 263            | Bovenkarspel | 52° 41' 58" NB, 5° 15' 17" OL | 0532/G17 | Stolpboerderij                                 |
| Verpleeghuis                                                        | 1931                                                     |                               | P.J. Jongstraat 51         | Lutjebroek   | 52° 41' 53" NB, 5° 12' 12" OL | 0532/G18 | Upload foto                                    |
| Dubbel woonhuis                                                     | circa 1910                                               |                               | Zesstedenweg 75, 77        | Grootebroek  | 52° 41' 50" NB, 5° 13' 42" OL | 0532/G20 | Dubbel woonhuis                                |
| Parochiecentrum                                                     | 1923/1924                                                | S.B. van Sante                | Zesstedenweg 158           | Grootebroek  | 52° 41' 52" NB, 5° 13' 23" OL | 0532/G21 | Parochiecentrum                                |
| Wooneenheden                                                        | 1916/1917; uitbreiding 1931                              | S.B. van Sante                | Zesstedenweg 209           | Grootebroek  | 52° 41' 52" NB, 5° 13' 3" OL  | 0532/G22 | Wooneenheden                                   |
| Woonhuis                                                            | 1931                                                     | J.J.van der Leek              | Hoofdstraat 146            | Bovenkarspel | 52° 41' 53" NB, 5° 14' 39" OL | 0532/G23 | Woonhuis                                       |
| Woonhuis                                                            | 1925                                                     | C.P. Weel                     | Zesstedenweg 225           | Grootebroek  | 52° 41' 53" NB, 5° 12' 58" OL | 0532/G25 | Woonhuis                                       |
| Kantoor (nr. 195); verenigingsgebouw (nr. 197)                      | 1881/1882                                                | vermoedelijk K. Swagerman Pz. | Zesstedenweg 195 (197)     | Grootebroek  | 52° 41' 52" NB, 5° 13' 7" OL  | 0532/G03 | Kantoor (nr. 195); verenigingsgebouw (nr. 197) |
| Kantoor met appartementen                                           | 1930                                                     | J.A. Schrijnder               | Zesstedenweg 205           | Grootebroek  | 52° 41' 52" NB, 5° 13' 5" OL  | 0532/G07 | Kantoor met appartementen                      |
| Woningen                                                            | 1925/1926                                                | C.P. Weel                     | Zesstedenweg 335-341       | Grootebroek  | 52° 41' 54" NB, 5° 12' 33" OL | 0532/G14 | Woningen                                       |
| Woonhuis met schuur                                                 | Circa 1910 (woonhuis), 1937 (schuur) (verbouwd in 1969)  |                               | Hoofdstraat 234            | Bovenkarspel | 52° 41' 55" NB, 5° 15' 1" OL  | 0532/G26 | Woonhuis met schuur                            |
| Woningen                                                            | 3e kwart van de 19e eeuw                                 |                               | P.J. Jongstraat 27-29      | Lutjebroek   | 52° 41' 54" NB, 5° 12' 23" OL | 0532/G10 | Woningen                                       |
| Woonhuis                                                            | vermoedelijk 1860; uitbreiding 1893                      | K. Swagerman Pz.              | P.J. Jongstraat 83a        | Lutjebroek   | 52° 41' 52" NB, 5° 12' 6" OL  | 0532/G09 | Woonhuis                                       |
| Voormalige Nederlands Hervormde kerk, thans Cultureel opbouwcentrum | 1863                                                     | D. van der Tas                | P.J. Jongstraat 85         | Lutjebroek   | 52° 41' 52" NB, 5° 12' 3" OL  | 0532/G04 | Meer afbeeldingen                              |
| Woonhuis                                                            | vermoedelijk 1903 of 1907                                |                               | Zesstedenweg 227           | Grootebroek  | 52° 41' 53" NB, 5° 12' 58" OL | 0532/G08 | Woonhuis                                       |
| Voormalige Openbare Lagere School                                   | 1921 (verbouwd in 1964)                                  | S.B.van Sante                 | Zesstedenweg 257           | Grootebroek  | 52° 41' 51" NB, 5° 12' 47" OL | 0532/G30 | Voormalige Openbare Lagere School              |
| Woonhuis                                                            | 1920                                                     | S.B.van Sante                 | Zesstedenweg 261           | Grootebroek  | 52° 41' 53" NB, 5° 12' 47" OL | 0532/G27 | Woonhuis                                       |
| Woonhuis                                                            | 1908                                                     |                               | Zuiderdijk 11 (voorheen 4) | Bovenkarspel |                               | 0532/G28 | Upload foto                                    |